# Фурклус
Фурклус (араб. الفرقلس‎) — небольшой город на западе Сирии, расположенный на территории мухафазы Хомс. Входит в состав района Хомс. Является центром одноимённой нахии.

## История
Во позднеримскую и византийскую эпохи город был известен под названием Бетпроклис (Бетроклус), которое восходит к семитскому топониму Бет-Форклос. В списке должностей Notitia Dignitatum Бетпроклис упомянут как место размещения гарнизона арабов-федератов, подчинённого римскому наместнику Финикии.

## Географическое положение
Город находится в западной части мухафазы, на западных окраинах Сирийской пустыни, на высоте 764 метров над уровнем моря.

Фурклус расположен на расстоянии приблизительно 31 километра (по прямой) к востоку-юго-востоку (ESE) от Хомса, административного центра провинции и на расстоянии 135 километров к северо-востоку от Дамаска, столицы страны.

## Население
По данным официальной переписи 2004 года численность населения города составляла 5096 человек (2527 мужчин и 2569 женщин). Насчитывалось 678 домохозяйств.

## Транспорт
Ближайший гражданский аэропорт — Международный аэропорт имени Басиля Аль-Асада.